# Kjuin
Kjuin (Q) je hipermodifikovana baza prisutna u prvoj (ili dvosmislenoj) poziciji antikodona tRNK molekula specifičnih za Asn, Asp, His, i Tyr, kod većine eukariota i prokariota.  
Nukleozid kjuina je kjuozin. Kjuin nije prisutan u tRNK molekulima arheja. Umesto njega pristan je srodni 7-deazaguaninski derivat, nukleozid u kome se arhaeozin javlja na različitoj tRNK poziciji, dihidrouridinskoj petlji.

## Literatura
- Farkas, Walter R. (1983). „Queuine, the Q-Containing tRNAs and the Enzymes Responsible for Their Formation”. Nucleosides and Nucleotides. 2: 1—20. doi:10.1080/07328318308078845..
- Akimoto, Hiroshi; Imamiya, Eiko; Hitaka, Takenori; Nomura, Hiroaki; Nishimura, Susumu (1988). „Synthesis of queuine, the base of naturally occurring hypermodified nucleoside (Queuosine), and its analogues”. Journal of the Chemical Society, Perkin Transactions 1 (7): 1637. doi:10.1039/P19880001637..
- Florian Klepper: Synthese der natürlichen tRNA Nukleosidmodifikationen Queuosin und Archaeosin, Dissertation, München 2007.
- Klepper, Florian; Jahn, Eva-Maria; Hickmann, Volker; Carell, Thomas (2007). „Synthese des tRNA-Nucleosids Queuosin unter Verwendung eines chiralen Allylazid-Intermediats”. Angewandte Chemie. 119 (13): 2377—2379. Bibcode:2007AngCh.119.2377K. doi:10.1002/ange.200604579..
- Klepper, Florian; Jahn, Eva-Maria; Hickmann, Volker; Carell, Thomas (2007). „Synthesis of the Transfer-RNA Nucleoside Queuosine by Using a Chiral Allyl Azide Intermediate”. Angewandte Chemie International Edition. 46 (13): 2325—2327. Bibcode:2007ACIE...46.2325K. PMID 17310487. doi:10.1002/anie.200604579..
- Brooks, Allen F.; Garcia, George A.; Showalter, H.D. Hollis (2010). „A short, concise synthesis of queuine”. Tetrahedron Letters. 51 (32): 4163—4165. doi:10.1016/j.tetlet.2010.06.008.; PDF.

## Spoljašnje veze
- Human Metabolome Database: Queuine (HMDB01495)